# Kendrys Morales
Kendrys Morales Rodríguez (nació el 20 de junio de 1983 en Fomento, Cuba) es un exjugador de béisbol cubano, se desempeñó como Bateador designado y Primera base.

## Carrera en Cuba
Con solo 17 años, fue el cuarto bate de Industriales (el principal equipo de La Habana)  en la Serie Nacional de Béisbol, mostrando su gran habilidad para conectar jonrones desde ambos lados del plato. También actuó en algunas ocasiones como lanzador.
Kendry, llegó al Equipo Cuba de béisbol en el 2002 e inmediatamente se convirtió en regular del equipo a pesar de ser el primer juvenil en hacer el equipo en los comienzos de la década. Fue el jugador clave durante la Copa del Mundo del 2003. Su jonrón con bases llenas en el último partido contra China Taipéi le dio a Cuba la victoria 6-3. En el juego anterior contra Brasil, igualmente había conectado el jonrón de la victoria.
En su primera temporada (de las dos y media que jugó en Cuba) completa con Industriales, Kendry tuvo un average de 324, con 21 jonrones y 82 carreras impulsadas, además de lanzar un juego durante la temporada. En esa Serie, impuso siete récords para novatos (incluidos jonrones e impulsadas) y se convirtió en el novato del año, al tiempo que era considerado el mejor novato de la historia de la Serie. En su segunda temporada, no conectó la misma cantidad de jonrones que en la temporada de su debut, debido a una lesión que le impidió participar en varios partidos, en cuanto a promedio ofensivo, terminó con .391.

## Carrera en Ligas Menores
En la primavera del 2005, los Angels esperaban tener a Kendry jugando en la Cactus League para tenerlo preparado para un posible ascenso, con la posibilidad de integrar el equipo como bateador designado. Debido a que Kendry no tenía aún la ciudadanía, el gobierno dominicano le retuvo el pasaporte por varios meses, impidiéndole volver a Estados Unidos. No tuvo sus papeles finalmente en regla hasta mayo, haciendo su debut en la categoría A, el 21 de mayo para los Rancho Cucamonga Quakes.
Luego de tres semanas bateando fácilmente en la categoría (.344 con 5 jonrones) fue movido a la categoría Doble-A con el Arkansas, donde fue segundo del equipo en jonrones, a pesar de jugar solo la mitad de la temporada. Cuando la temporada finalizó, Kendry fue seleccionado por los Angels para jugar con los Surprise Scorpions durante el Fall Bal

## Carrera en Grandes Ligas
Kendry tuvo un buen entrenamiento de primavera en el 2006 con los Angels, pero no fue elegido para hacer el roster de 25 hombres. Finalmente hizo su debut en Grandes Ligas  el 23 de mayo de 2006, jugando en primera base contra los Texas y bateando de 5-3 incluyendo un jonrón en su segundo turno al bate.

### Temporada 2009
Kendry tuvo una gran actuación en su primera temporada completa en Grandes Ligas. Bateó 34 jonrones con .569 de Slugging, terminando segundo de la Liga Americana solamente por detrás del MVP de la liga Joe Mauer.
Kendry fue promovido a la primera base luego que Mark Teixeira (el primera base de los Angels de la temporada 2008) abandonara el equipo al quedar como agente libre.
Kendry tuvo un buen rendimiento durante la primera mitad del torneo, bateando extraordinariamente bien durante la segunda mitad del 2009, siendo nombrado el jugador de agosto de la Liga Americana, al impulsar 33 carreras en 28 juegos con  10 jonrones y .385 de promedio, además de .734 de slugging. Su actuación hizo que fuera considerado como posible MVP de la Liga Americana quedando en el quinto puesto de la votación por detrás de Joe Mauer, Mark Teixeira, Derek Jeter y Miguel Cabrera.

### Temporada del 2010
Durante un partido contra los Seattle Mariners el 29 de mayo de 2010, conectó un jonrón con bases llenas, el primero de su carrera en Grandes Ligas, que finalizaba el partido, pero en un desafortunado incidente se fracturó su pierna izquierda al deslizarse en home, mientras celebraba el batazo. Kendry fue puesto de inmediato en la lista de deshabilitados, requiriendo cirugía y perdiéndose el resto de la temporada. Durante estas temporada, jugó 51 partidos, promediando para .290 con 11 home runs y 39 carreras impulsadas.
Kendry Morales Hijo de Rafael Morales cubano de raza negra, que fue el que lo inició en la pelota cuando apenas alcanzaba los 3 años de edad. Desafortunadamente Kendry perdió a su papá a muy temprana edad. Su papá tuvo una influencia tremenda en su carrera como deportista, porque su tenacidad viene genéticamente de la parte de su padre y de su abuelo paterno Benancio Morales y Dulce María Gutiérrez que junto a su Papa desde el cielo como sus espíritus protectores lo guían, esto es algo de lo que Kendry no debiera olvidarse nunca de sus ancestro y de la familia de su Papa que es también su familia.
Fue parte de los Reales de Kansas City en 2015 cuando obtuvieron el título de Serie Mundial, venciendo 4-1 a los Mets de Nueva York. Kendrys anunció su retiro en febrero de 2020, su último equipo fueron los Yankees de Nueva York.